# Edsilia Rombley
Edsilia Rombley (Ámsterdam, 13 de febrero de 1978) es una cantante y presentadora de televisión neerlandesa. Representó dos veces a su país en el Festival de la Canción de Eurovisión (1998 y 2007) y presentó ese mismo festival en su edición de 2021.

## Biografía
Rombley saltó a la fama en 1996 ganando el concurso musical de televisión Soundmix Show (versión neerlandesa de Lluvia de estrellas). Anteriormente formó parte del grupo Dignity con el que editó singles como "Take to me" o "Hold me". Tras su paso por el mencionado concurso, participa en 1997 en la final europea de este, European Soundmix Show, donde gana, lo cual le permite editar su disco Thuis. En 1998 representa a Países Bajos en el Festival de la Canción de Eurovisión 1998, en Reino Unido, con el tema "Hemel en aarde" (Cielo y tierra) con el que queda en cuarta posición a 22 puntos de la ganadora, Dana International. En 2002 edita Face to face con el que consigue gran éxito con singles como "I'll Be That Someone". En el año 2003 forma parte del proyecto Wonderwoman con el que numerosas cantantes holandesas realizan una exitosa gira. En 2006 publicó un nuevo sencillo, "Dan Ben Ik Von Jou". En diciembre de 2006 fue elegida por la televisión holandesa para representar a Países Bajos nuevamente en el Festival de Eurovisión de Helsinki 2007. El tema elegido fue "On top of the world", pero no obtuvo el mismo éxito que en 1998 y no se clasificó para la final. 
En 2009, Rombley presentó la primera temporada del programa de telerrealidad musical Beste Zangers para la emisora pública AVROTROS. Desde 2014, Rombley actúa anualmente con la formación de cantantes Ladies of Soul. 
Rombley fue elegida por las entidades de radiodifusión públicas neerlandesas AVROTROS, NOS y NPO para presentar el Festival de la Canción de Eurovisión 2020 en Róterdam junto con Chantal Janzen y Jan Smit. Esta edición fue suspendida a causa de la Pandemia Covid-19 y en su lugar fue la presentadora del programa alternativo Europe Shine a Light. Al año siguiente, Rombley pudo al fin presentar el festival en su edición de 2021. 

## Discografía

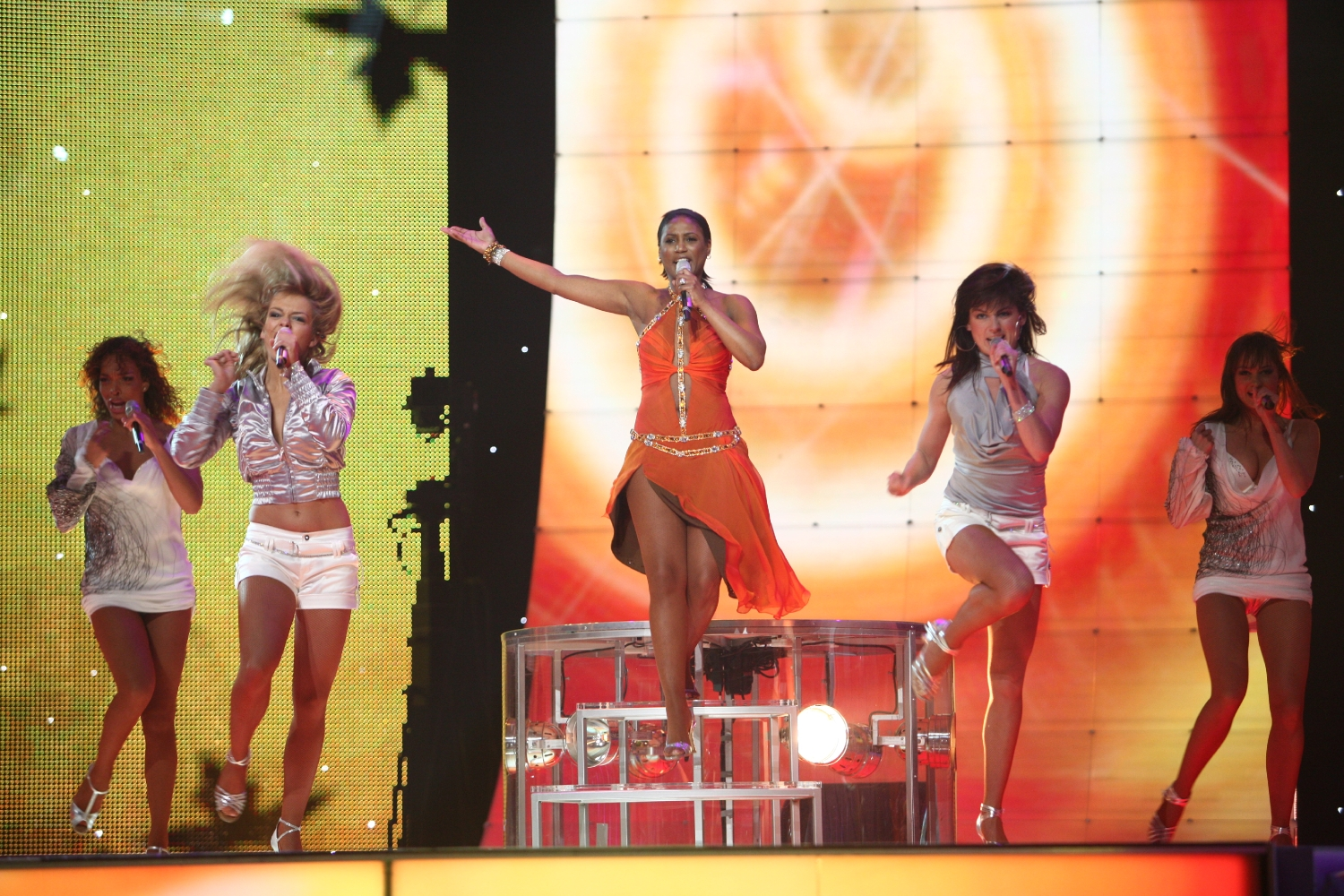
Edsilia en Eurovisión 2007.

### Álbumes
- Thuis (1997)
- Edsilia (1998) #62
- Face to face (2002)
- Meer Dan Ooit (2007) #6[2]
- Live (2009)
- Uit mijn hart (2011)
- Sweet Soul Music Reprise (2013)
- The Piano Ballads, Vol. 1 (2014)
- The Piano Ballads - Volume 2 (2018)

### Sencillos
- Baby it's you (1997)
- Hemel en aarde (1998)
- Second floor (1998)
- Get here (1998)
- What have you done to me (2002)
- I'll be that someone (2002)
- Dan ben ik van jou (2006)
- Eén keer meer dan jij (2006)
- Nooit meer zonder jou/On top of the world (2007)
- Een keer meer dan jij (2007)
- Geef je over (2010)
- Uit het oog niet uit mijn hart (con Ruth Jacott) (2011)
- Wereldwijd orkest (Het Metropole Orkest & Vince Mendoza junto a varios artistas) (2011)
- Zeg me dat het niet zo is (2012)
- Koningslied (2013)
- In the shadows (2014)
- Van jou (2014)
- Wat Je Doet Met Mij (2017)
- Weak (2018)
- The Way You Make Me Feel (2019)
- Breng Me Naar Het Water (2019)
- Lieve Mama" (2020)